# 遵化镇
遵化镇是中國河北省唐山市遵化市下辖的一个镇，位于遵化市中部偏北。2007年在河北省首批百强乡镇评比中遵化镇排名第四，在全国千强乡镇中列第24位，2008年遵化镇居全国乡镇综合实力500强第20位。。

## 行政区划
2015年，全镇辖40个行政村：解放、建国、和平、胜利、民主、自由、东关、南关、西关、北关、流水沟、三间房、小河、何家园、北台、下元、北二里、双园、东坝、大营子、张家窑、新立庄、孔庄子、上台子、南台、大二里、力田庄、教厂、东张家坎、田庄、铁山岭、谢庄子、小二里、蔡家岭、小草店、团练屯、学庄子、大草店、庄户、后杨庄。

## 经济数据
2017年，全镇完成地区生产总值69亿元，同比增长2%，固定资产投资完成27.9亿元，同比增长-9%，公共财政收入完成1.97亿元，同比增长52%。